# Michael Schiefel

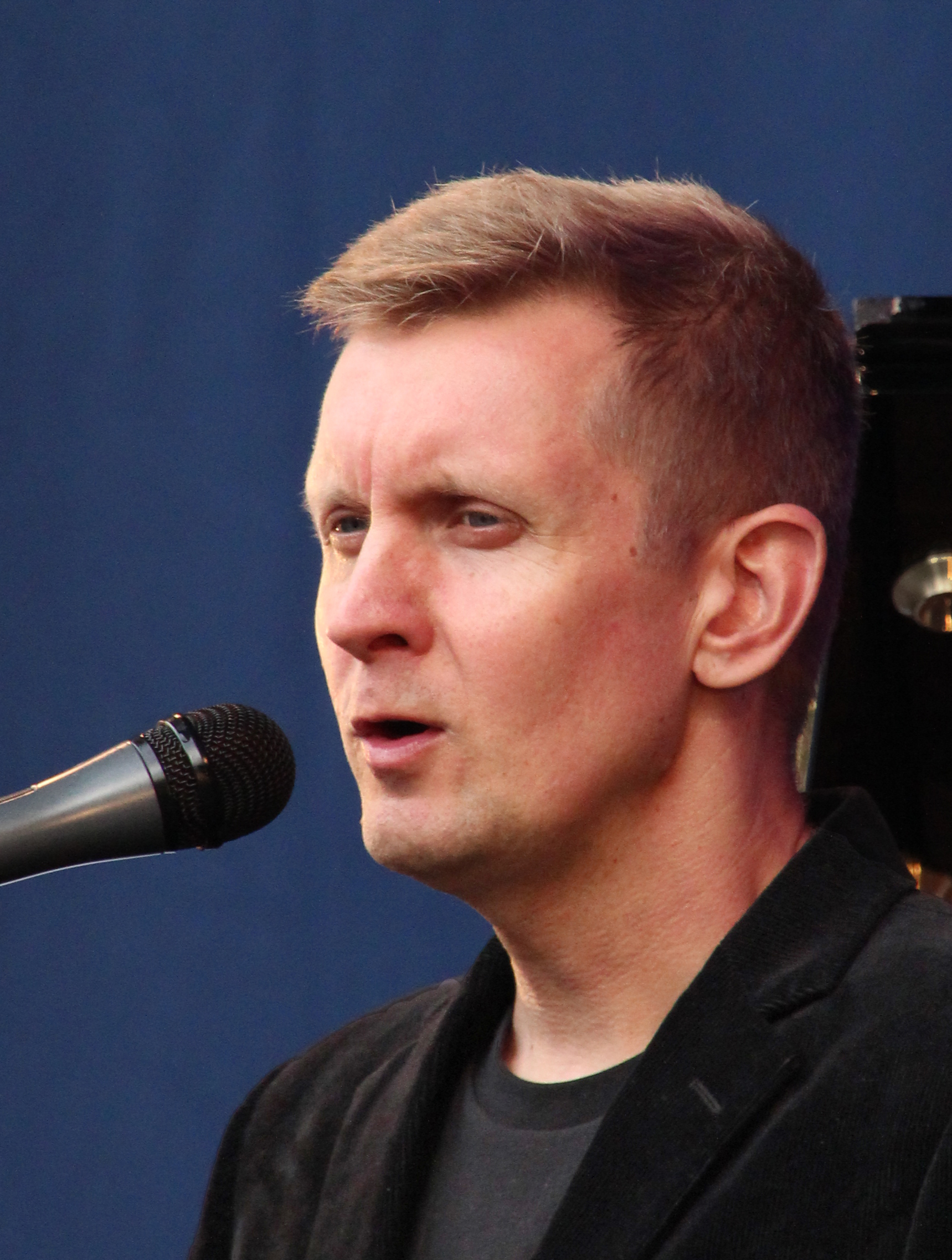
Michael Schiefel 2017

Michael Schiefel (ur. 1970 w Münster w Niemczech Zachodnich) – niemiecki wokalista jazzowy i awangardowy.

## Życiorys
Studiował na akademii muzycznej w Berlinie w klasie wokalistyki jazzowej oraz edukacji muzycznej. Szkołę ukończył z wyróżnieniem w 1996. Obecnie jest profesorem wokalistyki jazzowej w Konserwatorium Muzycznym im. Ferenca Liszta w Weimarze, funkcja, którą pełni od 2001 roku.

## Dyskografia
- 1997: Invisible Loop
- 2001: I Don’t Belong
- 2006: Don’t Touch My Animals, dla ACT Music
- 2010: My Home Is My Tent